# Liste des édifices labellisés « Architecture contemporaine remarquable » de Paris
Cet article recense les édifices labellisés « Architecture contemporaine remarquable » de Paris, en France.
Le label « Architecture contemporaine remarquable » remplace depuis 2016 l'ancien label « Patrimoine du XXe siècle ». Il ne prend en compte que des édifices de moins de 100 ans à la date de labellisation, et qui ne sont pas protégés comme monuments historiques.
Au début 2024, Paris compte 63 édifices ainsi labellisés.

## Liste
| Monument | Ardt.  | Adresse | Coordonnées                      | Notice                | Date | Illustration                                                                                                   |
| --- | ------ | --- | -------------------------------- | --------------------- | ---- | --- |
| Forum des Halles (super structure de la place Carrée, rue du Cinéma et de la piscine Suzanne-Berlioux)         | 1er    | Rue Berger Rue Rambuteau Rue Pierre-Lescot Place Carrée Rue du Cinéma                                                   | 48° 51′ 43″ nord, 2° 20′ 48″ est | ACR0001545            | 2019 | Forum des Halles (super structure de la place Carrée, rue du Cinéma et de la piscine Suzanne-Berlioux)         |
| Passerelle Léopold-Sédar-Senghor                                                                               | 1er 7e | Quai des Tuileries Quai Aimé-Césaire Quai Anatole-France                                                                | 48° 51′ 43″ nord, 2° 19′ 29″ est | ACR0001546            | 2019 | Passerelle Léopold-Sédar-Senghor                                                                               |
| Centre national d'art et de culture Georges-Pompidou, Institut de recherche et coordination acoustique/musique | 4e     | 19 rue Beaubourg | 48° 51′ 39″ nord, 2° 21′ 09″ est | ACR0000721            | 2016 | Centre national d'art et de culture Georges-Pompidou, Institut de recherche et coordination acoustique/musique |
| Institut du monde arabe                                                                                        | 5e     | 1 rue des Fossés-Saint-Bernard                                                                                          | 48° 50′ 57″ nord, 2° 21′ 26″ est | ACR0001665            | 2016 | Institut du monde arabe                                                                                        |
| Maison des Sciences de l'Homme                                                                                 | 6e     | 54 boulevard Raspail 34-38 rue du Cherche-Midi                                                                          | 48° 51′ 01″ nord, 2° 19′ 37″ est | ACR0000722            | 2018 | Maison des Sciences de l'Homme                                                                                 |
| Chapelle Notre-Dame-du-Bon-Conseil                                                                             | 7e     | 6 rue Albert-de-Lapparent                                                                                               | 48° 50′ 55″ nord, 2° 18′ 30″ est | ACR0000723            | 2011 | Image manquante Téléverser                                                                                     |
| Musée du Quai Branly - Jacques-Chirac                                                                          | 7e     | 37 quai Branly 206-218 rue de l'Université                                                                              | 48° 51′ 40″ nord, 2° 17′ 52″ est | ACR0000724            | 2016 | Musée du Quai Branly - Jacques-Chirac                                                                          |
| Siège de l'UNESCO et square de la Tolérance                                                                    | 7e     | 7 place de Fontenoy - UNESCO                                                                                            | 48° 51′ 00″ nord, 2° 18′ 22″ est | ACR0000725            | 2018 | Image manquante Téléverser                                                                                     |
| Station Alma - Marceau (Ligne 9)                                                                               | 8e     | Place de l'Alma | 48° 51′ 54″ nord, 2° 18′ 05″ est | ACR0000726            | 2018 | Station Alma - Marceau(Ligne 9)                                                                                |
| Station Madeleine (Ligne 14)                                                                                   | 8e     | Place de la Madeleine                                                                                                   | 48° 52′ 12″ nord, 2° 19′ 30″ est | ACR0000727            | 2018 | Station Madeleine(Ligne 14)                                                                                    |
| Ancien siège de la Caisse centrale de réassurance                                                              | 9e     | 37-41 rue de la Victoire                                                                                                | 48° 52′ 31″ nord, 2° 20′ 13″ est | ACR0000728            | 2018 | Image manquante Téléverser                                                                                     |
| Pont La Fayette                                                                                                | 10e    | Rue La Fayette | 48° 52′ 50″ nord, 2° 21′ 39″ est | ACR0001539            | 2019 | Pont La Fayette                                                                                                |
| Synagogue Don Isaac Abravanel                                                                                  | 11e    | 84-86 rue de la Roquette                                                                                                | 48° 51′ 22″ nord, 2° 22′ 34″ est | ACR0000693            | 2011 | Synagogue Don Isaac Abravanel                                                                                  |
| Cinémathèque française                                                                                         | 12e    | 43-51 rue de Bercy 1-9 rue Jean-Renoir 50-56 rue Paul-Belmondo 1-7 place Léonard-Bernstein                              | 48° 50′ 15″ nord, 2° 22′ 57″ est | ACR0000697            | 2018 | Image manquante Téléverser                                                                                     |
| Église Saint-Éloi                                                                                              | 12e    | 3 place Maurice-de-Fontenay                                                                                             | 48° 50′ 42″ nord, 2° 23′ 20″ est | ACR0000694            | 2011 | Église Saint-Éloi                                                                                              |
| Ministère de l'Économie et des Finances                                                                        | 12e    | 132 rue de Bercy | 48° 50′ 31″ nord, 2° 22′ 39″ est | ACR0000696            | 2016 | Ministère de l'Économie et des Finances                                                                        |
| Opéra Bastille                                                                                                 | 12e    | 2 place de la Bastille                                                                                                  | 48° 51′ 09″ nord, 2° 22′ 12″ est | ACR0000698            | 2016 | Image manquante Téléverser                                                                                     |
| Tours Érard | 12e    | 11-15, 19 rue Érard | 48° 50′ 46″ nord, 2° 23′ 05″ est | ACR0000695            | 2008 | Tours Érard |
| Ancienne Halle aux farines (actuel bâtiment de l'université Paris-Diderot)                                     | 13e    | 5 rue Thomas-Mann 55-65 quai Panhard-et-Levassor                                                                        | 48° 49′ 40″ nord, 2° 22′ 56″ est | ACR0000700            | 2018 | Ancienne Halle aux farines(actuel bâtiment de l'université Paris-Diderot)                                      |
| Atelier d'architecture Masséna                                                                                 | 13e    | 4 square Masséna | 48° 49′ 23″ nord, 2° 22′ 23″ est | ACR0001657            | 2021 | Image manquante Téléverser                                                                                     |
| Bibliothèque nationale de France (site Tolbiac-François Mitterand)                                             | 13e    | 11-55 quai François-Mauriac                                                                                             | 48° 50′ 02″ nord, 2° 22′ 33″ est | ACR0000701            | 2016 | Bibliothèque nationale de France (site Tolbiac-François Mitterand)                                             |
| Centre Pierre-Mendès-France, site de Tolbiac                                                                   | 13e    | 90 rue de Tolbiac | 48° 49′ 43″ nord, 2° 21′ 51″ est | ACR0000699            | 2019 | Centre Pierre-Mendès-France, site de Tolbiac                                                                   |
| Chapelle Notre-Dame-de-la-Sagesse                                                                              | 13e    | 8 rue Abel-Gance | 48° 50′ 09″ nord, 2° 22′ 25″ est | ACR0000702            | 2011 | Chapelle Notre-Dame-de-la-Sagesse                                                                              |
| Cité technique et administrative de la ville de Paris et résidence pour étudiants et jeunes actifs             | 13e    | 2-4 et 10-12 rue Bruneseau Quai d'Ivry                                                                                  | 48° 49′ 30″ nord, 2° 23′ 14″ est | ACR0001692            | 2022 | Image manquante Téléverser                                                                                     |
| Couvent Saint-Jacques                                                                                          | 13e    | 20 rue des Tanneries | 48° 50′ 00″ nord, 2° 20′ 45″ est | ACR0000704            | 2011 | Couvent Saint-Jacques                                                                                          |
| Église Saint-Marcel                                                                                            | 13e    | 82 boulevard de l'Hôpital                                                                                               | 48° 50′ 15″ nord, 2° 21′ 34″ est | ACR0000703            | 2011 | Église Saint-Marcel                                                                                            |
| Hautes-Formes                                                                                                  | 13e    | Rue Nationale Rue Baudricourt                                                                                           | 48° 49′ 40″ nord, 2° 21′ 54″ est | ACR0000705            | 2008 | Image manquante Téléverser                                                                                     |
| Lycée Rodin | 13e    | 19 rue Corvisart | 48° 49′ 56″ nord, 2° 20′ 51″ est | ACR0001628            | 2021 | Lycée Rodin |
| Lycée professionnel Galilée                                                                                    | 13e    | 28 rue de Patay | 48° 49′ 32″ nord, 2° 22′ 31″ est | ACR0001613 ACR0001630 | 2021 | Lycée professionnel Galilée                                                                                    |
| Lycée professionnel Gaston-Bachelard                                                                           | 13e    | 2 rue Tagore | 48° 49′ 15″ nord, 2° 21′ 37″ est | ACR0001629            | 2020 | Lycée professionnel Gaston-Bachelard                                                                           |
| Lycée Raspail                                                                                                  | 14e    | 5 bis avenue Maurice d'Ocagne                                                                                           | 48° 49′ 29″ nord, 2° 18′ 47″ est | ACR0001631            | 2020 | Image manquante Téléverser                                                                                     |
| Maine-Montparnasse I et II                                                                                     | 14e    | Rue du Commandant-René-Mouchotte                                                                                        | 48° 50′ 34″ nord, 2° 19′ 20″ est | ACR0000706            | 2008 | Maine-Montparnasse I et II                                                                                     |
| Ancienne cité de l'air                                                                                         | 15e    | 22-32 boulevard Victor 2-14 rue de la Porte-d'Issy                                                                      | 48° 50′ 07″ nord, 2° 16′ 48″ est | ACR0001543            | 2019 | Ancienne cité de l'air                                                                                         |
| Cité d'artistes                                                                                                | 15e    | 230 rue Saint-Charles 71 rue Leblanc                                                                                    | 48° 50′ 15″ nord, 2° 16′ 38″ est | ACR0001693            | 2022 | Image manquante Téléverser                                                                                     |
| Dôme de Paris - Palais des Sports                                                                              | 15e    | 34 boulevard Victor 1 place de la Porte-de-Versailles                                                                   | 48° 49′ 58″ nord, 2° 17′ 11″ est | ACR0001540            | 2019 | Dôme de Paris - Palais des Sports                                                                              |
| Église Notre-Dame-de-l'Arche-d'Alliance                                                                        | 15e    | 81 rue d'Alleray | 48° 50′ 12″ nord, 2° 18′ 31″ est | ACR0000707            | 2011 | Église Notre-Dame-de-l'Arche-d'Alliance                                                                        |
| Église Notre-Dame-de-La-Salette                                                                                | 15e    | 38 rue de Cronstadt | 48° 50′ 02″ nord, 2° 18′ 02″ est | ACR0000708            | 2011 | Église Notre-Dame-de-La-Salette                                                                                |
| Église Saint-Léon                                                                                              | 15e    | 29 rue Dupleix | 48° 51′ 04″ nord, 2° 17′ 47″ est | ACR0000709            | 2011 | Église Saint-Léon                                                                                              |
| Lycée Fresnel                                                                                                  | 15e    | 31 boulevard Pasteur | 48° 50′ 37″ nord, 2° 18′ 46″ est | ACR0001632            | 2020 | Lycée Fresnel                                                                                                  |
| Musée de La Poste (façade sud)                                                                                 | 15e    | 32 bis - 34 boulevard de Vaugirard                                                                                      | 48° 50′ 29″ nord, 2° 19′ 02″ est | ACR0001658            | 2021 | Image manquante Téléverser                                                                                     |
| Parc André-Citroën                                                                                             | 15e    | 2 rue de la Montagne-de-la-Fage                                                                                         | 48° 50′ 24″ nord, 2° 16′ 42″ est | ACR0001542            | 2019 | Parc André-Citroën                                                                                             |
| Pylônes et guichet d'entrée du parc des expositions                                                            | 15e    | Place de la Porte-de-Versailles                                                                                         | 48° 49′ 49″ nord, 2° 17′ 26″ est | ACR0001541            | 2019 | Pylônes et guichet d'entrée du parc des expositions                                                            |
| Tour Totem | 15e    | 55 quai de Grenelle | 48° 51′ 02″ nord, 2° 17′ 02″ est | ACR0000710            | 2018 | Tour Totem |
| Centre universitaire Dauphine                                                                                  | 16e    | 5-7 place du Maréchal-de-Lattre-de-Tassigny 2-8 avenue de Pologne 1-25 avenue du Maréchal-Fayolle 2-14 boulevard Lannes | 48° 52′ 13″ nord, 2° 16′ 25″ est | ACR0000711            | 2018 | Centre universitaire Dauphine                                                                                  |
| Chancellerie de l'ambassade de Turquie                                                                         | 16e    | 16 avenue de Lamballe                                                                                                   | 48° 51′ 17″ nord, 2° 16′ 50″ est | ACR0000712            | 2018 | Chancellerie de l'ambassade de Turquie                                                                         |
| Immeuble | 16e    | 16 avenue de Versailles                                                                                                 | 48° 51′ 03″ nord, 2° 16′ 37″ est | ACR0001673            | 2022 | Image manquante Téléverser                                                                                     |
| Lycée Claude-Bernard                                                                                           | 16e    | 1 avenue du Parc-des-Princes                                                                                            | 48° 50′ 33″ nord, 2° 15′ 18″ est | ACR0001633            | 2021 | Lycée Claude-Bernard                                                                                           |
| Lycée Jean-de-La-Fontaine                                                                                      | 16e    | 1 place de la Porte-Molitor                                                                                             | 48° 50′ 43″ nord, 2° 15′ 23″ est | ACR0001634            | 2021 | Lycée Jean-de-La-Fontaine                                                                                      |
| Cité scolaire internationale Honoré-de-Balzac                                                                  | 17e    | 118 boulevard Bessières                                                                                                 | 48° 53′ 46″ nord, 2° 18′ 55″ est | ACR0001635            | 2021 | Image manquante Téléverser                                                                                     |
| École hôtelière de Paris                                                                                       | 17e    | 20 rue Médéric | 48° 52′ 52″ nord, 2° 18′ 14″ est | ACR0001636            | 2020 | École hôtelière de Paris                                                                                       |
| Église Saint-Ferdinand-des-Ternes                                                                              | 17e    | Rue Saint-Ferdinand | 48° 52′ 44″ nord, 2° 17′ 28″ est | ACR0000714            | 2011 | Église Saint-Ferdinand-des-Ternes                                                                              |
| Église Saint-Joseph-des-Épinettes                                                                              | 17e    | 38 rue des Épinettes | 48° 53′ 38″ nord, 2° 19′ 14″ est | ACR0000713            | 2011 | Église Saint-Joseph-des-Épinettes                                                                              |
| Cité de la musique (dont Conservatoire national supérieur de musique et de danse)                              | 19e    | 197-221 avenue Jean-Jaurès                                                                                              | 48° 53′ 23″ nord, 2° 23′ 38″ est | ACR0000715            | 2016 | Cité de la musique (dont Conservatoire national supérieur de musique et de danse)                              |
| Cité des sciences et de l'industrie, parc de la Villette                                                       | 19e    | 211 avenue Jean-Jaurès                                                                                                  | 48° 53′ 45″ nord, 2° 23′ 17″ est | ACR0000716            | 2016 | Cité des sciences et de l'industrie, parc de la Villette                                                       |
| Église Notre-Dame-de-l'Assomption des Buttes-Chaumont                                                          | 19e    | 80 rue de Meaux | 48° 53′ 04″ nord, 2° 22′ 42″ est | ACR0000717            | 2011 | Église Notre-Dame-de-l'Assomption des Buttes-Chaumont                                                          |
| Église Saint-Serge                                                                                             | 19e    | 93 rue de Crimée | 48° 53′ 01″ nord, 2° 23′ 01″ est | ACR0000718            | 2011 | Église Saint-Serge                                                                                             |
| Hôpital Robert-Debré                                                                                           | 19e    | 48 boulevard Sérurier                                                                                                   | 48° 52′ 47″ nord, 2° 24′ 05″ est | ACR0001544            | 2019 | Hôpital Robert-Debré                                                                                           |
| Immeuble de logements pour étudiants, artistes et travailleurs                                                 | 19e    | 58 rue de Mouzaïa | 48° 52′ 49″ nord, 2° 23′ 51″ est | ACR0001659            | 2021 | Immeuble de logements pour étudiants, artistes et travailleurs                                                 |
| Lycée Henri-Bergson                                                                                            | 19e    | 27 rue Édouard-Pailleron                                                                                                | 48° 52′ 53″ nord, 2° 22′ 40″ est | ACR0001637            | 2021 | Lycée Henri-Bergson                                                                                            |
| Lycée technique d'Alembert                                                                                     | 19e    | 22 sente des Dorées | 48° 53′ 18″ nord, 2° 23′ 37″ est | ACR0001638            | 2021 | Image manquante Téléverser                                                                                     |
| Orgues de Flandre                                                                                              | 19e    | 67 et 107 avenue de Flandre 14 et 24 rue Archereau                                                                      | 48° 53′ 23″ nord, 2° 22′ 29″ est | ACR0000719            | 2008 | Orgues de Flandre                                                                                              |
| Lycée Hélène-Boucher                                                                                           | 20e    | 75 cours de Vincennes                                                                                                   | 48° 50′ 53″ nord, 2° 24′ 25″ est | ACR0001639            | 2021 | Lycée Hélène-Boucher                                                                                           |
| Synagogue de Belleville                                                                                        | 20e    | 75 rue Julien-Lacroix                                                                                                   | 48° 52′ 17″ nord, 2° 22′ 58″ est | ACR0000720            | 2011 | Synagogue de Belleville                                                                                        |